# 林大戟
林大戟（学名：Euphorbia lucorum）是大戟科大戟属的植物。分布于俄罗斯、朝鲜以及中国大陆的吉林、黑龙江、辽宁等地，生长于海拔280米至1,810米的地区，见于草甸、林下、灌丛、林缘或山坡，目前已由人工引种栽培。